# فيكتوريا كيسر
فيكتوريا كيسار (الأوكرانية: Вікторія Юріївна Кесарь؛ ولد 11 أغسطس 1993) لاعبة غطس أوكرانية.  بطلة أوروبية. فازت بالميدالية الذهبية في الغطس المتزامن 3 أمتار مع ستانيسلاف أوليفرشيك في بطولة الغطس الأوروبية 2019 ، كما فازت بالميداليات الفضية في عام 2017. وفازت أيضًا بالميدالية البرونزية في البطولات الأوروبية في الغطس المتزامن بثلاثة أمتار مع شريكتها هانا بيسمينسكا في عام 2019.